# Релятивистская механика
Релятивистская механика — раздел физики, рассматривающий законы механики (законы движения тел и частиц) при скоростях, сравнимых со скоростью света. При скоростях значительно меньших скорости света переходит в классическую (ньютоновскую) механику.

## Общие принципы

Область применения релятивистской механики

В классической механике пространственные координаты и время являются независимыми (при отсутствии гомоных связей, зависящих от времени), время является абсолютным, то есть течёт одинаково во всех системах отсчёта, и действуют преобразования Галилея. В релятивистской же механике события происходят в четырёхмерном пространстве, объединяющем физическое трёхмерное пространство и время (пространство Минковского) и действуют преобразования Лоренца. Таким образом, в отличие от классической механики, одновременность событий зависит от выбора системы отсчёта.
Основные законы релятивистской механики — релятивистское обобщение второго закона Ньютона и релятивистский закон сохранения энергии-импульса — являются следствием такого «смешения» пространственных и временной координат при преобразованиях Лоренца.

## Второй закон Ньютонав релятивистской механике
Сила определяется как
{\displaystyle {\vec {F}}={\frac {d{\vec {p}}}{dt}}.}
Также известно выражение для релятивистского импульса:
{\displaystyle {\vec {p}}={\frac {m{\vec {v}}}{\sqrt {1-v^{2}/c^{2}}}}.}
Взяв для определения силы производную по времени от последнего выражения, получим:
{\displaystyle {\frac {d{\vec {p}}}{dt}}=m\gamma {\vec {a}}+m\gamma ^{3}{\vec {\beta }}({\vec {\beta }}{\vec {a}}),}
где введены обозначения: {\displaystyle {\vec {\beta }}\equiv {\frac {\vec {v}}{c}}} и {\displaystyle \gamma \equiv {\frac {1}{\sqrt {1-v^{2}/c^{2}}}}}.
В результате выражение для силы приобретает вид:
{\displaystyle {\vec {F}}=m\gamma {\vec {a}}+m\gamma ^{3}{\vec {\beta }}({\vec {\beta }}{\vec {a}}).}
Отсюда видно, что в релятивистской механике в отличие от нерелятивистского случая ускорение не обязательно направлено по силе, в общем случае ускорение имеет также и составляющую, направленную по скорости.

## Функция Лагранжасвободной частицы в релятивистской механике
Запишем интеграл действия, исходя из принципа наименьшего действия
{\displaystyle S=-\int \limits _{a}^{b}\alpha ds,}
где {\displaystyle \alpha }-положительное число. Как известно из специальной теории относительности (СТО)
{\displaystyle ds=c{\sqrt {1-v^{2}/c^{2}}}dt.}
Подставляя в интеграл движения, находим
{\displaystyle S=-\int \limits _{t_{1}}^{t_{2}}\alpha c{\sqrt {1-v^{2}/c^{2}}}dt.}
Но, с другой стороны, интеграл движения можно выразить через функцию Лагранжа
{\displaystyle S=\int \limits _{t_{1}}^{t_{2}}{\mathcal {L}}dt.}
Сравнивая последние два выражения, нетрудно понять, что подынтегральные выражения должны быть равны, то есть
{\displaystyle {\mathcal {L}}=-\alpha c{\sqrt {1-v^{2}/c^{2}}}.}
Далее, разложим последнее выражение по степеням {\displaystyle {\frac {v}{c}}}, получим
{\displaystyle {\mathcal {L}}\simeq \alpha c+{\frac {\alpha v^{2}}{2c}}.}
Первый член разложения не зависит от скорости, а значит не вносит никаких изменений в уравнения движения. Тогда, сравнивая с классическим выражением функции Лагранжа: {\displaystyle {\frac {mv^{2}}{2}}}, нетрудно определить константу {\displaystyle \alpha }
{\displaystyle \alpha =mc.}
Таким образом, окончательно получаем вид функции Лагранжа свободной частицы
{\displaystyle {\mathcal {L}}=-mc^{2}{\sqrt {1-v^{2}/c^{2}}}.}
Рассуждения, приведенные выше, можно рассматривать не только для частицы, но и для произвольного тела, лишь бы его части двигались как одно целое.

## Релятивистская частица какнеголономная система
Поскольку квадрат 4-вектора импульса {\displaystyle P_{\alpha }} является постоянной величиной:
{\displaystyle P_{\alpha }P^{\alpha }-m^{2}c^{2}=0,}
то релятивистская частица может рассматриваться как механическая система с неголономной связью в 4-мерном псевдоевклидовом пространстве.